# Jackie Gibson
Jackie Gibson (eigentlich Henry Alfred Gibson; * 31. März 1914 in Johannesburg; † 15. Januar 1944 in Eshowe) war ein südafrikanischer Langstreckenläufer, der seine größten Erfolge im Marathon hatte.
1935 wurde er in 2:52:41 h Südafrikanischer Marathonmeister. Im Jahr darauf wurde er in 2:32:09 h nationaler Vizemeister und qualifizierte sich damit für die Olympischen Spiele 1936 in Berlin, bei denen er in 2:38:04 h Achter wurde.
1937 holte er mit dem Commonwealth-Rekord von 2:30:45 h erneut den nationalen Titel. Bei den British Empire Games 1938 in Sydney gewann er Bronze im Marathon und wurde Sechster über sechs Meilen. Im Jahr darauf wurde er zum dritten Mal Südafrikanischer Marathonmeister und 1940 zum zweiten Mal Vizemeister.
1935 wurde er Südafrikanischer Meister über zehn Meilen und 1940 über sechs Meilen.
Im Alter von 29 Jahren starb er als Angehöriger der South African Air Force bei einem Flugzeugabsturz. Ihm zu Ehren findet seit 1946 der Jackie Gibson Marathon in Johannesburg statt.